# 曾逢年
曾逢年（1809年—1885年），廣東省惠州府陆丰县碣石镇人，中國清朝時的軍事人物，道光二十五年（1845年）十月实授正二品廣東南澳鎮總兵官，同治二年（1863年）六月剿匪有功受賞戴花翎。

## 经历
曾逢年少年从戎，清道光年间平定寇患积功，於军中历任廣東香山協左營都司，廣東陽江鎮中軍遊擊，廣東督標參將等职。
道光二十四年（1844年）受閩浙總督劉韻珂酌保，奉旨署理广东南澳鎮總兵，次年实授閩粵南澳鎮总兵官。道光二十六年（1846年）正月请旨去职丁忧。丁忧后於道光二十九年（1849年）正月受恩重新起用嗣补廣東碣石镇总兵。同年九月调任廣東阳江镇总兵。道光三十年（1850年）又请旨丁忧。
咸丰三年（1853年）山东捻军起义，咸丰八年（1858年）咸丰帝重新启用曾逢年，任山东登州镇總兵参与平叛。咸丰十一年（1861年）曾逢年剿匪得胜，感念神灵助威，题匾“旋枢密运”赠碣石镇元山寺。同年请旨解职养亲，但被夺情起复，受命帶印在營。
同治二年（1863年）曾逢年克复山东淄川县城。生捦首逆刘得培。六月同治帝念其平叛有功，赏戴花翎。七月曾逢年趁捻军起义稍息，奏请还乡，同月恩准。后返乡待家侍奉母亲；年老终卒于家。

### 脚注
1. 1 2 3 4  具奏人：耆英-協辦大學士兩廣總督. 《奏報南澳鎮總兵曾逢年丁母憂事》 （页面存档备份，存于）. 《數位典藏與數位學習聯合目錄》. 國立故宮博物院圖書文獻處：軍機處檔摺件：076924號. 道光26年01月03日. "闽粤南澳镇总兵曾逢年呈报道光二十五年十二月二十日○到家信伊继嫡母林氏於十二月初六日在籍病故就日闻讣丁忧例应离任回籍守制"
2. 1 2 3 4  責任者：兵部. 內閣大庫檔案 （页面存档备份，存于）：《兵部為夷務尚未完竣陞任武職展限引見由》. 國立故宮博物院. 道光21年2月. "移會稽察房大學士署兩廣總督琦善奏為夷務尚未完竣防禦猶關緊要正在需人之際自未便紛紛給咨赴部謹將應行引見之陞任陽江鎮中軍遊擊之香山協左營都司曾逢年等遵照部咨奏明展限"
3. 1 2  梁廷枏(亦作梁廷楠). . . 清代道光末年 （中文（繁體））.
4. 1 2  責任者：兵部. 內閣大庫檔案 （页面存档备份，存于）：《兵部為遵保副將堪勝總兵由》. 國立故宮博物院. 道光24年4月25日. "移會稽察房閩浙總督劉韻珂等奏為遵旨酌保廣東龍門協副將曾逢年堪勝南澳鎮總兵賴恩爵補授廣東水師提督所遺員缺惟該員升署副將尚未實授第兩省別無曾膺保薦之員可否即以曾逢年補授南澳鎮總兵之處出自天恩"
5. ↑  具奏人：曾逢年-陞署廣東南澳鎮總兵. 《奏為差竣到任接印署理日期》 （页面存档备份，存于）. 《數位典藏與數位學習聯合目錄》. 國立故宮博物院圖書文獻處：軍機處檔摺件：073120號. 道光24年12月26日.
6. 1 2 3  《清實錄道光朝實錄》 & 清代道光年间，卷四百二十二道光二十五年。乙巳。冬。十月。……庚戌。……實授曾逢年、廣東南澳鎮總兵官。
7. ↑  責任者：兵部. 內閣大庫檔案 （页面存档备份，存于）：《兵部為總兵丁憂事》. 國立故宮博物院. 道光26年2月. "移會稽察房協辦大學士兩廣總督耆英奏閩粵南澳鎮總兵曾逢年丁憂遺缺相應請旨迅賜簡放奉上諭廣東南澳鎮總兵員缺著沈鎮邦補授"
8. 1 2  《清實錄道光朝實錄》 & 清代道光年间，卷四百六十三道光二十九年。己酉。春。正月。……丁酉。以前任廣東南澳鎮總兵官曾逢年、為碣石鎮總兵官。
9. 1 2 3  《清實錄道光朝實錄》 & 清代道光年间，卷四百七十二道光二十九年。己酉。九月。乙未朔。調廣東碣石鎮總兵官曾逢年、為陽江鎮總兵官。陽江鎮總兵官王鵬年、為碣石鎮總兵官。
10. 1 2  《清實錄咸丰朝實錄》 & 清代咸丰年间，卷十七道光三十年庚戌。九月。……庚寅。……以广东大鹏协副将温贤、署阳江镇总兵官。
11. ↑  《清實錄咸丰朝實錄》 & 清代咸丰年间，卷二十七咸丰元年。辛亥。二月。……壬戌。……谕军机大臣等、前据徐广缙奏、广东阳江镇总兵曾逢年丁忧。请以升署大鹏协副将温贤、署理该镇印务。当即降旨允准。该员署任已逾数月。于洋务是否熟谙。能否胜总兵之任。着徐广缙、迅即查明、据实具奏。将此谕令知之。
12. 1 2  《清實錄咸丰朝實錄》 & 清代咸丰年间，卷二百四十八咸丰八年。戊午。三月。……甲午。……以前任广东阳江镇总兵官曾逢年、为山东登州镇总兵官。
13. 1 2 3  《清實錄同治朝實錄》 & 清代同治年间，卷十二咸豐十一年。辛酉。十二月。……辛酉。……山東登州鎮總兵官曾逢年開缺養親。以廣東香山協副將李懋元為山東登州鎮總兵官。
14. 1 2 3  《清實錄同治朝實錄》 & 清代同治年间，卷六十七同治二年。癸亥。五月。丁巳。……曾逢年著准其帶印在營。俟克淄川後。再將登州鎮印。交李懋元接受任事。將此由六百里各諭令知之。
15. 1 2  《陆丰县志》 2007，第三十篇(人物)：第一章(人物传)：第一节(古代人物传)：曾逢年曾逢年（生卒年不详），碣石镇人。少年从戎，清道光年间平寇立功，擢镇南澳，嗣补碣石、阳江等镇。继调山东登州，时捻军起义于山东等处，声势甚大。逢年奉命统师镇压，攻取青州、淄州等郡邑，所到之地，注意招抚民众，开荒垦田、种植禾谷，发展农业生产。后以母老告退，卒于家中。
16. 1 2  《清實錄同治朝實錄》 & 清代同治年间，卷七十一同治二年。癸亥。六月。……壬寅。……以克复山东淄川县城。生捦首逆刘得培。钦差大臣僧格林沁得旨嘉奖。赏总兵官曾逢年花翎。提督傅振邦等加衔升叙开复有差。
17. ↑  《陆丰县志》 2007，第二十六篇(文物)：第四章(摩崖石刻 碑记 匾额)：第三节(匾额)“旋枢密运”  在碣石镇元山寺。清咸丰十一年（1861年）山东登州总兵曾逢年题。原匾废，今复制。
18. ↑  具奏人：曾逢年-鎮守山東登州等處水陸總兵官. 《奏謝天恩賞戴花翎事》 （页面存档备份，存于）. 《數位典藏與數位學習聯合目錄》. 國立故宮博物院圖書文獻處：軍機處檔摺件：090086號. 同治02年07月15日.

### 文书
- 林锦佳、连凯跃等(主编) (编). . 陆丰县地方志编纂委员会(编) 2007年9月第一版 (广州: 广东人民出版社). 2007年9月. ISBN 978-7-218-05556-5 （中文（简体））.
- 監修總裁官：賈楨、花沙納、阿靈阿、周祖培等(奉敕修) (编). .  [清代道光年间]  [2015-06-29]. （原始内容存档于2021-11-23） （中文（繁體））.
- 監修總裁官：贾桢、周祖培、寶鋆、倭什琿布等(奉敕修) (编). .  [清代咸丰年间]  [2015-06-29]. （原始内容存档于2019-06-12） （中文（繁體））.
- 監修總裁官：寶鋆、載齡、沈桂芬、徐桐等(奉敕修) (编). .  [清代同治年间]  [2015-06-29]. （原始内容存档于2016-03-04） （中文（繁體））.